# Franzenella limicola
Franzenella limicola är en mossdjursart som först beskrevs av Franzen 1960.  Franzenella limicola ingår i släktet Franzenella och familjen Arachnidiidae. Inga underarter finns listade i Catalogue of Life.